# Zimní stadion Ústí nad Labem
Zimní stadion Ústí nad Labem je místem domácích utkání hokejového klubu HC Slovan Ústí nad Labem v Ústí nad Labem, ve čtvrti Klíše u Masarykovy ulice, poblíž zastávek MHD Městský stadion, Zimní stadion a Vinařská.
Tento zimní stadion prošel několika rekonstrukcemi, během nichž došlo i k instalaci multifunkční kostky nad ledem. Stadion pojme až 6 500 diváků, z toho 4 634 sedících. Odehrálo se zde utkání české hokejové reprezentace, která zde poměřila síly v prvním utkání sezóny 2007/08 s Německem.